# Samos (gmina)
Samos (gr. Δήμος Σάμου, Dimos Samu) – gmina w Grecji, w administracji zdecentralizowanej Wyspy Egejskie, w regionie Wyspy Egejskie Północne, w jednostce regionalnej Samos. W jej skład wchodzi między innymi wyspa Samos. Siedzibą gminy jest Samos, a siedzibą historyczną jest Pitagorio. W 2011 roku liczyła 32 977 mieszkańców. Powstała 1 stycznia 2011 roku w wyniku połączenia dotychczasowych gmin: Wati, Karlowasi, Maratokambos i Pitagorio.